# Ciné Institute
Ciné Institute es una escuela de cine ubicada en Jacmel, Haití, que surgió del Festival de Cine de Jacmel en 2008. Es la primera y única escuela de cine en el país caribeño, fundada por David Belle. La universidad ofrece una matrícula gratuita de dos años gracias a donantes privados. Anima a profesionales, cineastas, empresarios y artistas de otros medios a que realicen talleres en sus instalaciones (llamadas "clases magistrales") dentro de su horario semanal; franjas horarias que están pre-reservadas en su plan de estudios. Algunos asistentes notables incluyen a Paul Haggis, Jonathan Demme, Ben Stiller, Susan Sarandon y Edwidge Danticat.
Para ingresar se requiere tener un nivel de escuela secundaria completo. La admisión está abierta a todos los estudiantes del país. Los interesados tendrían que mudarse a Jacmel o viajar cerca.